# Fotini Vavatsi
Fotini Vavatsi, född 16 mars 1974, är en grekisk bågskytt. Hon deltog vid olympiska sommarspelen 2004.